# Rasztani (gmina Bitola)
Rasztani lub Raštani (maced. Раштани) – wieś w południowej Macedonii Północnej, w pobliżu drugiego co do wielkości miasta tego kraju – Bitoli.
Osada wchodzi w skład gminy Bitola i liczy 264 mieszkańców.